# Битва при Пелузии (343 до н. э.)
Битва при Пелусии (343 г. до н. э.) — сражение между персами с их греческими наемниками и египтянами с их греческими наемниками. Это произошло в цитадели Пелузий, на берегу дальнего восточного побережья дельты Нила. Артаксеркс III осуществлял общее руководство персами, а Нектанеб II — египтянами. Греческими войсками с египтянами внутри крепости командовал Филофрон. Первое нападение было совершено фиванскими войсками под командованием Лакрата. Битва позволила Персии завоевать Египет, положив конец последнему периоду правления туземцев в Древнем Египте.

## Война между Персией и Египтом
В конце 400-х годов до нашей эры египетский мятежник Амиртей использовал нестабильность в Персидской империи (битва при Кунаксе), чтобы добиться независимости для Египта, а себя объявить в качестве фараона . Это положило начало новому периоду состояния войны между Персией и новым независимым Египтом. Персия вторгалась в Египет в 385 и 383 годах до нашей эры, когда она заканчивала свои войны в другом месте, но эти вторжения были отбиты. Другое, еще более крупное вторжение в 373 г. окончилось неудачей из-за разногласий между персидскими полководцами. За всеми этими вторжениями последовали контратаки египтян в Финикию, которые были лишь умеренно успешными.

## Предыдущие походы Артаксеркса
В 351 г. до н. э. Артаксеркс III готовился начать новое вторжение в Египет. В то же время в Малой Азии вспыхнуло восстание, которое при поддержке Фив грозило перерасти в серьезное. Собрав огромную армию, Артаксеркс двинулся в Египет и вступил в бой с Нектанебом II. После года борьбы с египетским фараоном Нектанеб нанес сокрушительное поражение персам при поддержке наемников во главе с греческими военачальниками Диофантом и Ламием. Артаксеркс был вынужден отступить и отложить свои планы по отвоеванию Египта.

## Битва
В 343 г. до н. э. Артаксеркс, помимо своих 330 000 персов, теперь имел 14 000 греков, предоставленных греческими городами Малой Азии: 4 000 под командованием Ментора, состоящие из войск, которые он привел на помощь Теннесу из Египта; 3000 отправлено Аргосом; и 1000 из Фив. Он разделил эти войска на три части и поставил во главе каждого перса и грека. Греческими полководцами были Лакрат из Фив, Ментор Родосский и Никострат из Аргоса, в то время как персов возглавляли Росак, Аристазан и Багой, глава евнухов. Нектанеб II сопротивлялся с армией в 100 000 человек, 20 000 из которых были греческими наемниками. Нектанеб II оккупировал Нил и его различные рукава своим большим флотом. Характер страны, пересеченной многочисленными каналами и изобилующей сильно укрепленными городами, был в его пользу, и можно было ожидать, что Нектанеб II окажет длительное, если не даже успешное сопротивление. Но ему не хватало хороших военачальников, и он был слишком уверен в своих силах командования, он был в состоянии переиграть греческих наемных военачальников, и его силы в конечном итоге были разбиты объединенными персидскими армиями.
После своего поражения Нектанеб II поспешно бежал в Мемфис, оставив укрепленные города для защиты их гарнизонами. Эти гарнизоны состояли частично из греческих и частично из египетских войск; между которыми персидские лидеры легко сеяли зависть и подозрения. В результате персы смогли быстро сократить многочисленные города по всему Нижнему Египту и наступали на Мемфис, когда Нектанеб II решил покинуть страну и бежать на юг, в Эфиопию. Персидская армия полностью разгромила египтян и заняла нижнюю дельту Нила. После бегства Нектанеба II в Эфиопию весь Египет подчинился Артаксерксу. Евреи в Египте были отправлены либо в Вавилон, либо на южное побережье Каспийского моря, туда же, куда ранее были отправлены евреи Финикии.
После этой победы над египтянами Артаксеркс разрушил городские стены, начал царство террора и начал грабить все храмы. Персия получила значительное богатство от этого грабежа. Артаксеркс также поднял высокие налоги и попытался ослабить Египет настолько, чтобы он больше никогда не мог восстать против Персии. В течение 10 лет, когда Персия контролировала Египет, верующих в местную религию преследовали, а священные книги похищали. Прежде чем он вернулся в Персию, он назначил Ферендата сатрапом Египта . Благодаря богатству, полученному от завоевания Египта, Артаксеркс смог щедро вознаградить своих наемников. Затем он вернулся в свою столицу, успешно завершив вторжение в Египет.